# Kimi wa Kanata
Kimi wa Kanata (君は彼方?), en inglés Over the Sky, es una película de anime japonesa escrita y dirigida por Yoshinobu Sena. La película es producida por Digital Network Animation y cuenta con Honoko Matsumoto y Toshiki Seto como parte de su elenco.
Se estrenó en cines japoneses el 27 de noviembre de 2020.

## Reparto
Mio (澪 Mio?)
 Seiyū: Honoka Matsumoto
Shin (新 Shin?)
 Seiyū: Toshiki Seto
Kiku-chan (菊ちゃん Kiku-chan?)
 Seiyū: Saori Hayami
Madoka (円佳 Madoka?)
 Seiyū: Yui Ogura
Gimon (ギーモン Gīmon?)
 Seiyū: Kōichi Yamadera, Ikue Ōtani